# Augusto Massa (pallanuotista)
Augusto Massa (fl. XX secolo) è stato un pallanuotista italiano.

## Carriera
Con il Genoa Cricket and Football Club Pallanuoto, vinse nel 1912 il primo campionato italiano di pallanuoto.

## Palmarès

### Club
- Campionato italiano: 1

Genoa:1912